# 奥霍斯内格罗斯
奥霍斯内格罗斯，是西班牙阿拉贡自治区特鲁埃尔省的一个市镇。总面积91平方公里，总人口545人（2001年），人口密度6人/平方公里。